# Фердинанд Барилі
Фердинанд Барилі (нім. Ferdinand Baryli; 20 червня 1915 — 30 вересня 2000) — австрійський футболіст, що грав на позиції нападника.

## Клубна кар'єра
Три сезони виступав у клубі «Флорідсдорфер». В 1936 році перейшов у «Вієнну». Найбільш вдалими для нього були два перші сезони в новому клубі, коли Барилі забивав по 11 голів. Грав у Кубку Мітропи 1937. З початком війни почав грати нерегулярно. В чемпіонському сезоні 1941-42 зіграв лише два матчі, в яких забив два голи. Недовго виступав у клубі «Райнбах» (Відень) в сезоні 1942-43. 
Після війни повернувся до «Вієнни», але за два роки зіграв лише кілька матчів. В сезоні 1947-48 також провів чотири матчі в чемпіонаті за клуб «Вінер АК».

## Статистика виступів у Кубку Мітропи
| №                      | Розіграш               | Стадія                 | Дата та місце проведення | Команда 1              | Рахунок | Команда 2    | Голи та інші дії |
| ---------------------- | ---------------------- | ---------------------- | ------------------------ | ---------------------- | ------- | ------------ | ---------------- |
| 1                      | 1937                   | 1/8                    | 13.06.1937, Відень       | Ферст Вієнна           | 2:1     | Янг Фелловз  |                  |
| 2                      | 1937                   | 1/8                    | 27.06.1937, Цюрих        | Янг Фелловз            | 1:0     | Ферст Вієнна |                  |
| Всього у кубку Мітропи | Всього у кубку Мітропи | Всього у кубку Мітропи | Всього у кубку Мітропи   | Всього у кубку Мітропи | 2       |              | 0                |

## Титули і досягнення
- Чемпіон Австрії (1):

«Вієнна»: 1941-1942